# Ignacy Włostowski
Ignacy Włostowski (ur. 1 lutego 1896 w Warszawie, zm. 27 lipca 1978 w Londynie) – podpułkownik dyplomowany Wojska Polskiego, kawaler Orderu Virtuti Militari.

## Życiorys
Urodził się w Warszawie 1 lutego 1896 jako syn Jana i Anieli Marty z d. Krygier. Po ukończeniu gimnazjum i zdaniu matury w 1914 wstąpił do Legionów Polskich. Od 1916 w Polskiej Organizacji Wojskowej, gdzie kończy kurs szkoły oficerskiej. Po odzyskaniu przez Polskę niepodległości dekretem nr 201 jako oficer POW przyjęty do służby w WP z dniem 2 grudnia 1918 i mianowany podporucznikiem piechoty. Walczył na froncie wojny polsko-bolszewickiej 1919-1920. 1 kwietnia 1920 został awansowany do stopnia porucznika „z grupy byłych Legionów Polskich”.
Po wojnie zweryfikowany w stopniu porucznika piechoty ze starszeństwem z dniem 1 czerwca 1919 i 631 lokatą w korpusie oficerów piechoty służył w 27 pułku piechoty. Jednocześnie studiował na Uniwersytecie Warszawskim. W połowie października 1924 był zastępcą kapitana Fryderyka Chomsa w sprawie honorowej przeciwko posłowi na Sejm RP Wacławowi Wiślickiemu. 7 stycznia 1925 został odkomenderowany na 5 miesięczny kurs doszkalania dla młodszych oficerów  piechoty w Chełmnie. 6 czerwca 1925 wrócił do macierzystego pułku i objął dowództwo kompanii. Awansował do stopnia kapitana ze starszeństwem z dniem 1 stycznia 1927 i 110 lokatą. W październiku 1927 został przeniesiony do Wojskowego Sądu Rejonowego w Częstochowie na stanowisko oficera sądowego do dnia 31 marca 1928, a następnie wrócił do 27 pułku piechoty. Od 8 do 10 maja 1928 zdawał egzaminy do Wyższej Szkoły Wojennej w grupie IX. W październiku 1930 został wysłany na Kurs Normalny 1930 – 1932 Wyższej Szkoły Wojennej w Warszawie. Po ukończeniu WSWoj. i otrzymaniu dyplomu naukowego oficera dyplomowanego został z dniem 1 listopada 1932 przydzielony do 8 Dywizji Piechoty w Modlinie na stanowisko I oficera sztabu. 1 października 1934 został przeniesiony do Szkoły Podchorążych dla Podoficerów w Bydgoszczy na stanowisko wykładowcy. Awansowany do stopnia majora dyplomowanego 1 stycznia 1936 i mianowany dowódcą batalionu w 27 pp. 6 listopada przeniesiony do Korpusu Ochrony Pogranicza na stanowisko szefa sztabu Brygady KOP „Podole”. Funkcję szefa sztabu brygady pełni do mobilizacji w 1939.
W kampanii wrześniowej 1939 wziął udział na stanowisku szefa sztabu 36 Rezerwowej Dywizji Piechoty. Uczestnik walk na Lubelszczyźnie. Po rozwiązaniu dywizji przedostaje się do Warszawy a następnie do Francji. Przydzielony na stanowisko szefa sztabu 2 Półbrygady w Samodzielnej Brygadzie Strzelców Podhalańskich. Brał udział w walkach pod Narwikiem. Po zakończeniu walk w Norwegii ewakuowany do Francji, a po klęsce Francji przedostaje się do Lizbony, a stamtąd drogą morską 5 października 1940 do Anglii. Awansowany do stopnia podpułkownika. Służył w szkolnictwie wojskowym, był zastępcą komendanta Szkoły Podchorążych Piechoty i Kawalerii Zmotoryzowanej. Po wojnie i demobilizacji osiadł na stałe w Anglii. Mieszkał i pracował w Londynie. Działacz społeczny i kombatancki.
Ignacy Włostowski był żonaty. Miał dwoje dzieci; syna Ryszarda i córkę Zofię

## Ordery i odznaczenia
- Krzyż Srebrny Orderu Virtuti Militari nr 484 – 28 lutego 1921[22][1]
- Krzyż Niepodległości – 12 marca 1931 „za pracę w dziele odzyskania niepodległości”[23]
- Krzyż Walecznych – czterokrotnie[24][25]
- Złoty Krzyż Zasługi – 11 listopada 1938 „za zasługi w służbie Korpusu Ochrony Pogranicza”[26]